# Lukas Jensen
Lukas Bornhøft Jensen (født 18. marts 1999) er en dansk professionel fodboldspiller, der spiller som målmand for Championship-klubben Millwall.

## Tidligt liv
Da Jensen var mellem 14 og 17 år stoppede han med at spille fodbold og brugte i stedet tre år på at køre mountainbike og deltog i EM i mountainbike og skandinaviske mesterskaber i mountainbike.

## Klubkarriere

### Burnley
I september 2019 skrev Jensen under på en kontrakt med Burnley.
Den 1. februar 2021 kom Jensen til League Two-holdet Bolton Wanderers på leje for resten af sæsonen 2020-21.
Den 14. maj 2021 kom Jensen til Kórdrengir på lån i to måneder.
Den 20. juli 2021 kom Jensen kom til Carlisle United på lån.
Den 28. juni 2022 kom Jensen til Accrington Stanley på lån.

### Lincoln City
Den 19. juni 2023 skrev Jensen under med League One-klubben Lincoln City.

### Millwall
Den 11. juli 2024 skrev Jensen under med Millwall på en langtidskontrakt mod et ikke oplyst honorar.